# 松本明
松本 明（まつもと あきら、1934年1月22日 - 2022年7月18日）は、日本のテレビディレクター・プロデューサー・小説家である。京都市右京区出身。

## 来歴
1952年、京都府立嵯峨野高等学校を卒業し、1957年、早稲田大学第一文学部演劇科を卒業。同年6月、大映京都撮影所企画部に入社。同年末に退社。
大映退社後、大阪テレビ放送（のちにラジオ単営局だった朝日放送と合併）に移籍。演出部に配属され、フロアディレクターとして活躍後、1960年、『サンドイッチマン物語』の演出で正ディレクターとしてデビュー。『スチャラカ社員』、『てなもんや三度笠』といった公開コメディの先駆けとなった。
のちにドラマ部門に移籍し、『女の劇場』（帯ドラマ）、『近鉄金曜劇場』、『東芝日曜劇場』（当時のキー局であるTBS制作で、系列局も持ち回りで制作していた）などの単発ドラマをはじめ、マルチカメラのスタジオドラマに勝新太郎を起用した『悪一代』（1969年）、町工場を舞台にした庶民派喜劇『おやじ火山』（1970年）などを演出。1971年、京都映画撮影所と提携した『女人平家』で、初めてフィルム作品の演出を手がけた。このときの経験がのちの「必殺シリーズ」に大きく生かされることとなる。
1972年の必殺シリーズ第1作『必殺仕掛人』では同局から大熊邦也とともに参加、三隅研次、深作欣二、工藤栄一（第2作『必殺仕置人』から参加）といった大物監督と一緒に演出陣に名を連ねた。その後、『新・必殺仕事人』まで、一時期を除き、30作品を演出している。
1979年から4年間、朝日放送時代の盟友である澤田隆治の誘いで東阪企画に制作本部長として出向、関西テレビ『花王名人劇場』（のちの『花王ファミリースペシャル』枠）のドラマを担当。特に『裸の大将放浪記』シリーズでは第1作目からシリーズが完結する1997年までほぼ全作を監督、1996年にはATP賞の長寿番組賞を受賞。2007年の復活版（キー局のフジテレビが制作）でも演出した。
2013年6月、松原春明名義で初の小説『好きに生きる』(文芸社)を発表。
晩年はテレビ制作会社「A-Proオフィス」代表取締役を務めた。
1982年12月5日に、3度目となる結婚。48歳にして長男を得る。
2022年7月18日、死去。88歳没。

## 主な作品

### ABC時代
- 近鉄金曜劇場（ABC制作分）
  - 走れ健ちゃん（1963年）芸術祭参加作品
  - いのち（1966年）
  - 女ひとり（1967年）連続ドラマ全13回中7本演出
- 東芝日曜劇場（ABC制作分）
  - 東芝日曜劇場300回記念 三条木屋町（1962年）
  - 足は暖かかった（1963年）
- つくしんぼう（1967年） 連続ドラマ
- 華々しい女（1968年） 連続ドラマ全11回
- 悪一代（1969年） 連続ドラマ全13回 勝新太郎のテレビドラマ初出演作品。またこの作品で伊丹十三は助演男優賞を受賞。
- 天保つむじ風（1969年） 連続ドラマ全13回
- おやじ火山（1970年） 連続ドラマ全13回
- おも舵とり舵（1971年） 連続ドラマ全8回  日本でVR3000の録画機を初めて使用した。
- 女人平家（ABC/松竹）連続ドラマ全20本のうち4本演出
- 必殺仕掛人（ABC/松竹）
  - 第6話「消す顔消される顔」（1972年）
  - 第7話「ひとでなし消します」（1972年）
  - 第15話「人殺し人助け」（1972年）
  - 第19話「理想に仕掛けろ」（1973年）
  - 第23話「おんな殺し」（1973年）
  - 第32話「正義にからまれた仕掛人」（1973年）
- 必殺仕置人（ABC/松竹）
  - 第3話「はみ出し者に情けなし」（1973年）
  - 第9話「利用する奴される奴」（1973年）
  - 第22話「楽あれば苦あり親はなし」（1973年）
- 助け人走る（ABC/松竹）
  - 第5話「御生命大切」（1973年）
  - 第10話「水中大作戦」（1973年）
  - 第16話「掏摸大一家」（1974年）
  - 第20話「邪恋大迷惑」（1974年）
  - 第32話「偽善大往生」（1974年）
- 暗闇仕留人（ABC/松竹）
  - 第4話「仕留て候」（1974年）
  - 第8話「儲けて候」（1974年）
  - 第13話「自滅して候」（1974年）
  - 第19話「乗せられて候」（1974年）
  - 第27話 最終回「別れにて候」（1974年）
- 必殺必中仕事屋稼業（ABC/松竹）
  - 第5話「忍んで勝負」（1975年）
  - 第12話「いろはで勝負」（1975年）
  - 第20話「負けて勝負」（1975年）
  - 第25話「乱れて勝負」（1975年）
- 必殺仕置屋稼業（ABC/松竹）
  - 第2話「一筆啓上罠が見えた」（1975年）
- 必殺仕業人（ABC/松竹）
  - 第2話「あんたこの仕業どう思う」（1976年）
- 新・二人の事件簿 暁に駆ける!（1976年）プロデュースを担当
- 新・水曜スペシャル「韓国珍入 横山やすし」（1986年）プロデュースを担当
- ドキュメンタリー・ドラマ「トップシークレット・日本分割占領案」（ABC）放送文化基金作品（演出）

### 東阪企画出向時代
- 裸の大将放浪記シリーズ（1980年〜1997年、全83話）演出、プロデュース兼任
  - 第1話「裸の大将放浪記」（1980年）
  - 第2話「欲張りな人も沢山いるので」（1980年）
  - 第3話「人の心は顔ではわからないので」（1980年）
  - 第4話「悪いことをすると虫になるので」（1981年）
  - 第5話「人の口は恐ろしいので」（1981年）
  - 第6話「嘘をつくと舌を抜かれるので」（1981年）
  - 第7話「青い目の涙だったので」（1981年）
  - 第8話「ヨメ子が嫁になりたがるので」（1982年）
  - 第9話「ロバが笑ったので」（1982年）
  - 第10話「天狗の鼻は高いので」（1982年）
  - 第11話「別れが悲しかったので」（1983年）
  - 第12話「ヨメ子は天女になったので」（1983年）
  - 第13話 最終話「ボクは富士山にのぼるので」(1983年、前期最終話）

- 後期「裸の大将」シリーズ（1984年－1997年）の演出・プロデュースも手掛ける。
  - 第83話 最終話「裸の大将 清オーレ！最後の放浪」（1997年）監督・プロデュース・脚本（ペンネーム 松田寿明）兼任。
    - 「スペインへ行き、下駄でフラメンコを踊りたい」と芦屋雁之助の希望があり、スペインでラストを飾ることになる。

- 新・必殺仕事人（ABC/松竹）
  - 第22話「主水浮気する」（1981年）
  - 第31話「主水蜂にゴマする」（1982年）
- 舞台「裸の大将」名鉄ホール(1982年7月1か月公演）
- 大阪シンホニーホール開館記念三時間特別番組「小沢征爾の世界'82ドキュメント」（1982年）総監督

### A-Proオフィス設立後
- 舞台・近鉄劇場こけら落とし一か月公演「たかが結婚されど結婚」（1987年）演出・プロデュース兼任
- 舞台・近鉄劇場ライトミュージカル「キャバレー物語」一か月公演（1988年）演出・プロデュース兼任
- 土曜ワイド劇場（いずれもABC制作分）
  - 京都の芸者弁護士事件簿シリーズ（第2作以降）
  - 花吹雪美人スリ三姉妹 砂風呂の指ワザもよろしおすぇ! 魅せます指宿湯煙艶姿 - プロデュースを担当
  - 京都のテミス女裁判官シリーズ
  - 眼科医 小室瞳の推理カルテシリーズ
  - 愛と死の境界線（2011年）演出・プロデュース兼任
- 部長刑事（ABC、関西ローカルの長寿刑事ドラマシリーズ。監修を担当）
  - 新・部長刑事アーバンポリス24
  - 部長刑事シリーズ・警部補マリコ
- 土曜ナイトドラマ
  - 女と男と物語（第10話「略奪結婚」）
  - よろず刑事（第7話〜最終回のプロデュースを担当）
- 裸の大将（塚地武雅版、フジテレビ） 
  - 第1作 長野篇〜放浪の虫が動き出したので〜（2007年）
  - 第2作 宮崎篇〜宮崎の鬼が笑うので〜（2008年）プロデュースを担当
  - 第3作 山梨篇〜富士山にニセモノが現われたので〜（2008年）
  - 第4作 熊本篇〜女心が噴火するので〜（2009年）プロデュースを担当

## 関連人物
- 澤田隆治
- 山内久司
- 藤本義一
- 植草貞夫
- 宮根誠司
- 津川雅彦（長年の親友。松本が演出した初期必殺シリーズに悪役でゲスト出演した。）[2]
- 芦屋雁之助
- 藤田まこと
- 宝田明
- 勝新太郎
- 森光子
- 森繁久彌
- 山本文郎
- 鈴木史朗